# Vecchio bolscevico
Con l'espressione vecchio bolscevico (in russo: ста́рый большеви́к), veniva designato in maniera informale un membro della fazione bolscevica del Partito Operaio Socialdemocratico Russo militante in essa da prima della rivoluzione russa del 1917. Numerosi vecchi bolscevichi assunsero posizioni di primo piano negli organi di governo e nella burocrazia dell'Unione Sovietica e nel Partito Comunista dell'Unione Sovietica. Molti personaggi appartenenti a questo gruppo vennero tuttavia epurati da tali posizioni nel corso delle Grandi purghe staliniste degli anni trenta. Dopo il 1938 il numero di vecchi bolscevichi rimasti in posizioni di qualche rilievo era trascurabile. L'ultimo vecchio bolscevico, Lazar' Moiseevič Kaganovič, morì nel 1991, cinque mesi prima della dissoluzione dell'Unione Sovietica.
Inizialmente il termine Vecchio Bolscevico indicava gli appartenenti all'ala bolscevica del Partito Operaio Socialdemocratico Russo, iscrittisi prima del 1905. Il 13 febbraio del 1922 venne istituita l'Associazione dei vecchi bolscevichi (Общество старых большевиков) all'interno dell'Istpart (Истпарт, acronimo di Комиссия по истории Октябрьской революции и РКП(б), Commissione per lo studio della storia della rivoluzione d'ottobre e del Partito Comunista Russo (bolscevico)). Il primo statuto di tale organizzazione richiedeva a chi volesse accedervi, l'essere stato militante bolscevico prima del primo gennaio del 1905, estendendo in alcuni casi l'ammissione anche a vecchi iscritti al Partito Operaio Socialdemocratico Russo in seguito unitisi ai Bolscevichi. I requisiti per essere considerato vecchio bolscevico vennero in seguito resi meno stringenti; tale modifica spiega l'incremento del numero dei membri dell'associazione, passati da 64 ad oltre 2.000 nel maggio 1935, periodo nel quale venne soppressa. Un mese dopo venne inoltre disciolta la Società degli ex detenuti politici e esiliati (ОБПКиС, acronimo di Общество бывших политкаторжан и ссыльнопоселенцев) e nel 1936 l'Accademia comunista (Коммунистическая академия), altre due organizzazioni che raccoglievano vecchi bolscevichi. Di lì a poco alla soppressione di tali organizzazioni sarebbe seguita l'eliminazione fisica di molti vecchi bolscevichi nel corso delle cosiddette Grandi purghe.